# Achmad Soebardjo
Achmad Soebardjo (Teluk Jambe (Indonesië), 23 maart 1896 – Jakarta, 15 december 1978) was een Indonesische jurist, onafhankelijkheidsactivist, minister en diplomaat. Hij was de eerste minister van buitenlandse zaken van Indonesië in 1945 en bekleedde dat ambt nogmaals in 1951-1952.
Achmad Soebardjo doorliep de hogereburgerschool in Batavia. Als student was hij activist voor de onafhankelijkheid van Indonesië. Hij studeerde rechten in Leiden, welke studie hij in 1933 afsloot met het behalen van de titel Meester in de Rechten. Tijdens zijn studietijd was hij lid van de Perhimpoenan Indonesia, de anti-koloniale Indonesische studentenvereniging in Nederland. Ook nam hij deel aan congressen van de Liga tegen Imperialisme en Koloniale onderdrukking.
Tegen het einde van de Japanse bezetting van Nederlands-Indië was hij lid van het Onderzoekscomité ter voorbereiding op de Indonesische onafhankelijkheid (BPUPK) en het Voorbereidend Comité voor de Indonesische Onafhankelijkheid (PPKI).
Na de Indonesische onafhankelijkheid was Soebardjo minister van buitenlandse zaken in het eerste kabinet, het Kabinet Presidensial. In 1951-1952 was hij nogmaals minister van buitenlandse zaken in het kabinet-Soekiman. In deze periode sloot hij een overeenkomst met de Amerikaanse ambassadeur Horace Merle Cochran in het kader van de Amerikaanse Mutual Security Act (een opvolger van het Marshallplan). Deze samenwerking met de VS ging in tegen het nationale buitenlandbeleid van onafhankelijkheid van de twee machtsblokken van de Koude Oorlog, hetgeen leidde tot de val van het kabinet-Soekiman.
In 2009 werd Soebardjo geëerd met de titel Nationale held van Indonesië.